# Chránená krajinná oblasť Ponitrie
Chránená krajinná oblasť Ponitrie (CHKO Ponitrie) – obszar chronionego krajobrazu położony w środkowo-zachodniej części Słowacji, utworzony 24 czerwca 1985 roku, zajmujący teren o powierzchni 37 655 ha w pasmach górskich Trybecz (słow. Tríbeč) i Ptacznik (słow. Vtáčnik), na granicy krajów trenczyńskiego, nitrzańskiego i bańskobystrzyckiego. Siedziba administracji CHKO Ponitrie znajduje się w Nitrze.

## Charakterystyka

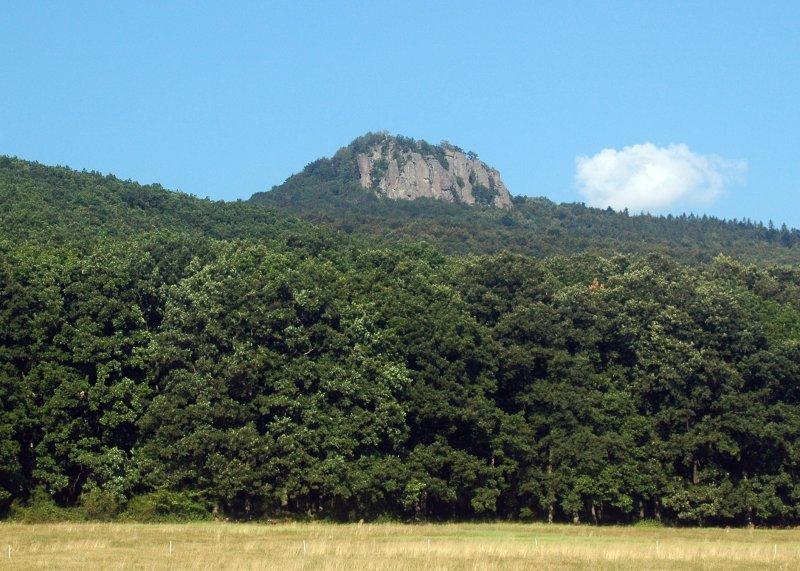
Góra Žarnov w paśmie Ptacznik (2007)

Obszar chronionego krajobrazu Ponitrie znajduje się w środkowo-zachodniej części Słowacji, w powiatach Prievidza i Partizánske w kraju trenczyńskim, Nitra, Topolczany i Zlaté Moravce w kraju nitrzańskim oraz Żar nad Hronem i Žarnovica w kraju bańskobystrzyckim (niewielkie, wschodnie fragmenty). Obszar CHKO Ponitrie ciągnie się z południowego zachodu na północny wschód pasem o długości 56 km i szerokości ok. 15 km. Najwyższym punktem jest szczyt Ptacznik (słow. Vtáčnik) o wysokości 1346 m n.p.m., zaś najniższy punkt CHKO znajduje się na północ od Nitry, w paśmie Trybecz i mierzy 170 m n.p.m. Przedmiotem ochrony są głównie ekosystemy leśne oraz stanowiska flory i fauny stepowej i lasostepowej (np. w rezerwacie Zoborská lesostep).

### Geologia
Chránená krajinná oblasť Ponitrie składa się z dwóch odmiennych pod względem orograficznym i krajobrazowym części. Północną tworzy pasmo górskie Ptacznik będące częścią Średniogórza Słowackiego (słow. Slovenské stredohorie). Są to trzeciorzędowe góry pochodzenia wulkanicznego zbudowane głównie z ryolitów i andezytów. W krajobrazie Ptacznika wyróżniają się kaniony, skalne ściany (np. Veľká skala), neki oraz zawalone wieże skalne. Szczyt Ptacznik (słow. Vtáčnik) stanowi specjalny obszar ochrony siedlisk i należy do sieci obszarów Natura 2000 (SKUEV0273), a także jest objęty ochroną jako rezerwat przyrody Vtáčnik (słow. Národná prírodná rezervácia Vtáčnik).

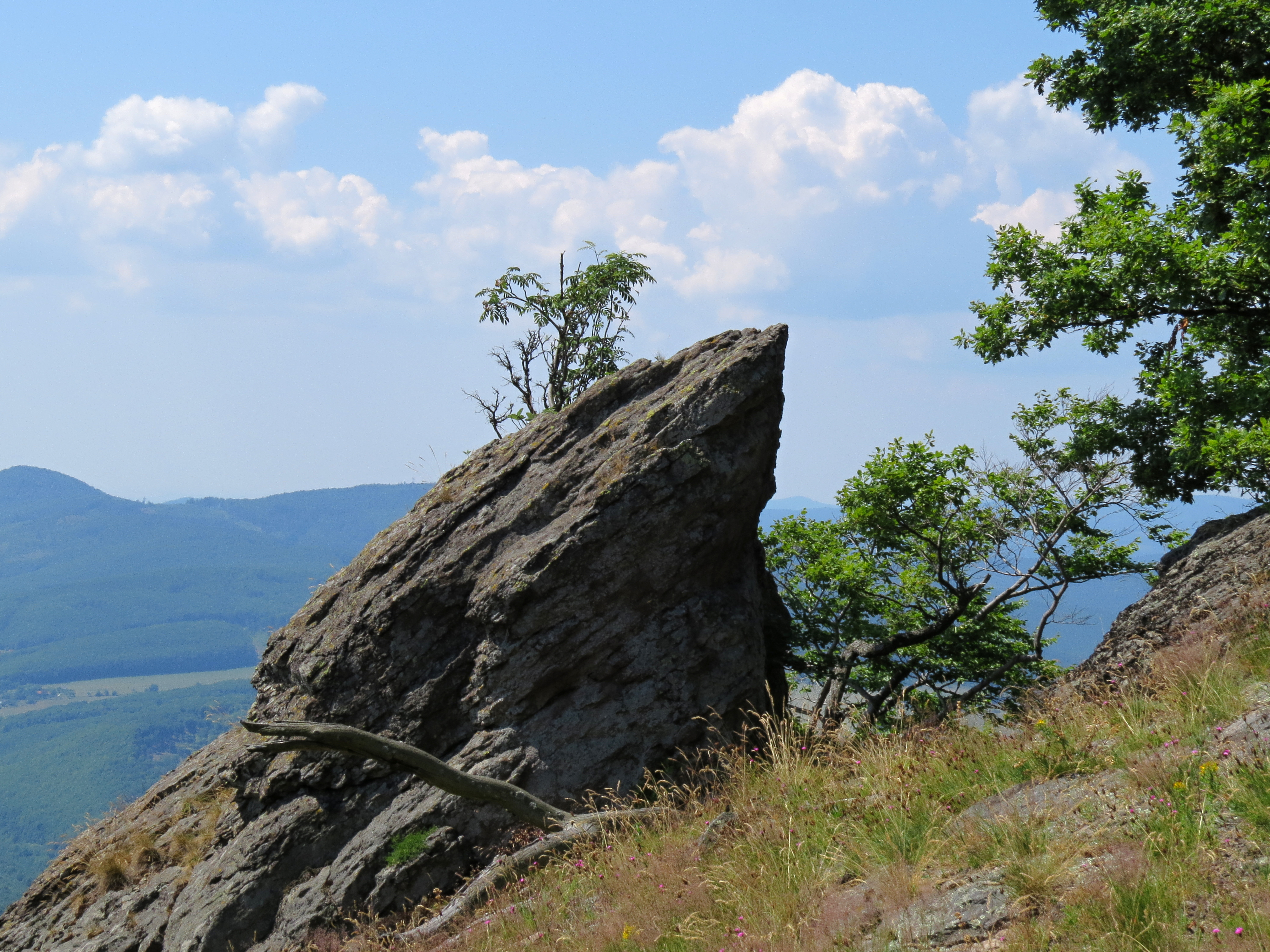
Skały na szczycie góry Buchlov (2015)

Pasmo Trybecz jest częścią jednostki fizycznogeograficznej zwanej Fatransko-tatranská oblasť wchodzącej w skład Wewnętrznych Karpat Zachodnich. W części centralnej budują je skały krystaliczne (granity i łupki krystaliczne), a obwodowo – skały osadowe (wapienie, dolomity i kwarcyty). Kwarcyty tworzą na terenie CHKO Ponitrie niewielkie wzgórza przecinające obszar z zachodu na wschód. Część z nich wchodzi w skład obszaru Natura 2000 o nazwie Hôrky (SKUEV2133) oraz trzech rezerwatów przyrody: Hrdovická, Solčiansky háj i Kovarská hôrka. Pasmo Trybecz stanowi również ostoję ptaków IBA organizacji BirdLife International. Znajdują się tu ruiny średniowiecznych zamków, takich jak Čierny hrad, Oponický hrad czy Gýmešský hrad, w pobliżu którego znajduje się obszar chroniony Jelenská gaštanica stanowiący pierwszą na ziemiach słowackich próbę uprawy kasztanów jadalnych.

### Flora

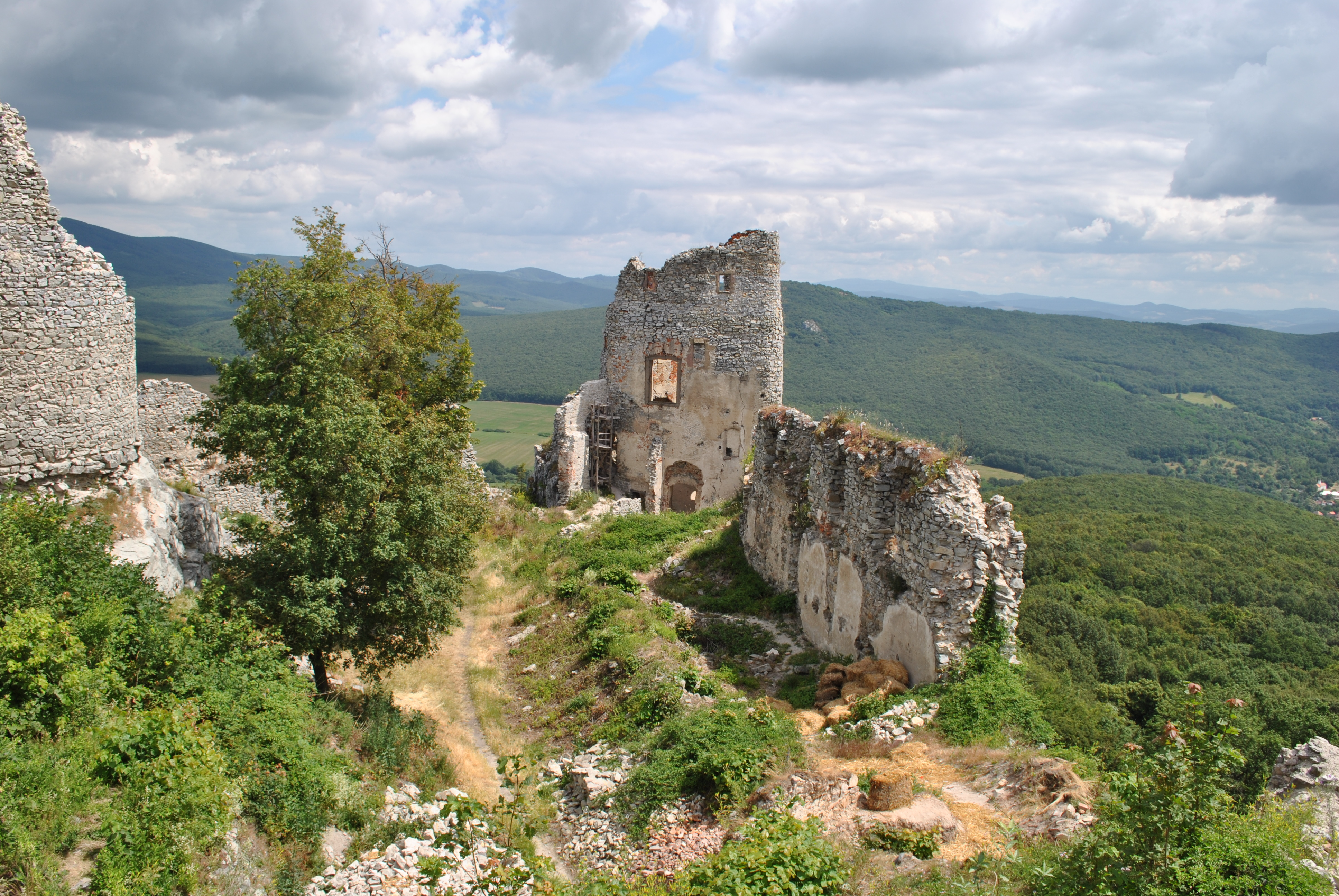
Ruiny zamku Gýmeš i jego okolice (2014)

Ze względu na odmienne warunki geologiczne i klimatyczne flora CHKO Ponitrie jest zróżnicowana. Pasmo Ptacznik porastają głównie lasy bukowe oraz bukowo-jodłowe z rzadko występującym cisem pospolitym (Taxus baccata) i sosną zwyczajną (Pinus sylvestris). Klimat jest nieco bardziej chłodny i wilgotny niż Trybecza. Na szczycie Ptacznik (słow. Vtáčnik) rosną lasy bukowe oraz świerkowe z domieszką jarzębiny (Sorbus aucuparia), a we florze dominują gatunki górskie, np. miłosna górska (Adenostyles alliariae), omieg górski (Doronicum austriacum), jaskier platanolistny (Ranunculus platanifolius), tojad mołdawski (Aconitum moldavicum) i rzadka pępawa syberyjska (Crepis sibirica) oraz, głównie w szczelinach skalnych, modrzyk górski (Cicerbita alpina), rozrzutka brunatna (Woodsia ilvensis), wroniec widlasty (Huperzia selago), borówka brusznica (Vaccinium vitis-idaea), urdzik węgierski (Soldanella hungarica) i tojad mocny (Aconitum firmum).

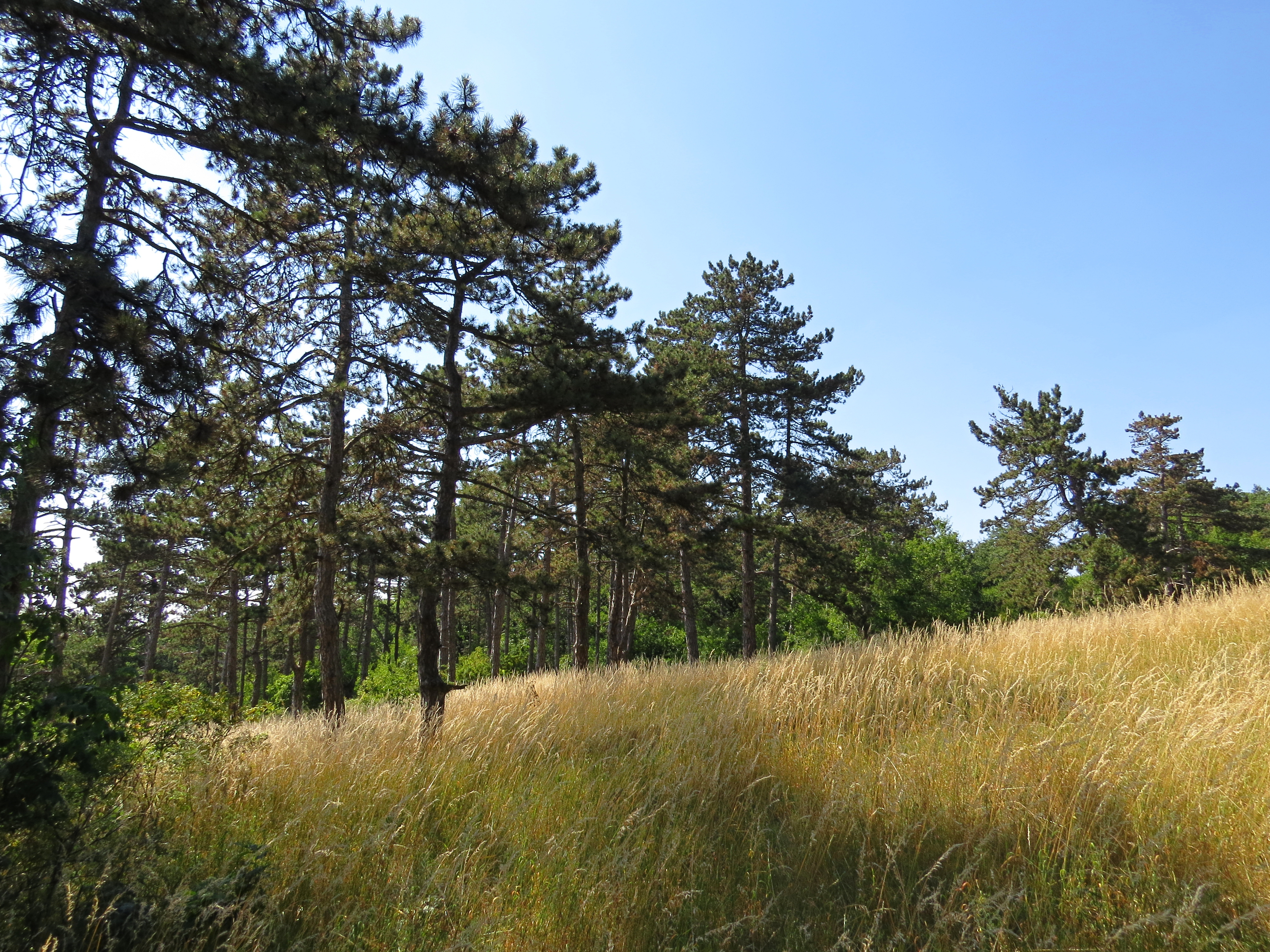
Rezerwat Zoborská lesostep (2015)

W górach Trybecz – z wyjątkiem najwyższych partii szczytu Veľký Tríbeč – ze względu na położenie na granicy alpejskiego i panońskiego regionu biogeograficznego oraz wpływ pobliskiej Niziny Naddunajskiej panuje łagodniejszy klimat, który sprzyja dużej różnorodności biologicznej. Wśród ekosystemów leśnych dominują grądy, lasy dębowe i buczyny. W miejscach, gdzie pierwotnie rosnące lasy zostały wykarczowane, wykształciły się rzadkie zbiorowiska kserotermiczne na podłożu węglanowym przypominające stepy i lasostepy. Występują tu liczne chronione i rzadkie gatunki roślin, m.in. groszek błękitny (Lathyrus venetus), Noccaea jankae, kosaciec niski (Iris pumila), miłek wiosenny (Adonis vernalis), sasanka Pulsatilla grandis, złoć Gagea bohemica, lilia złotogłów (Lilium martagon), dyptam jesionolistny (Dictamnus albus), róża pnąca (Rosa arvensis), rumianica Onosma arenaria, himantoglossum cuchnące (Himantoglossum hircinum), żeleźniak bulwiasty (Phlomis tuberosa), storczyk purpurowy (Orchis purpurea) i Limodorum abortivum. Wiosną kwitną m.in. pięciornik piaskowy (Potentilla arenaria) i wilczomlecz sosnka (Euphorbia cyparissias), natomiast latem – Allium flavum, przetacznik kłosowy (Pseudolysimachion spicatum), dziewanna fioletowa (Verbascum phoeniceum) i dziewanna firletkowa (V. lychnitis). Na suchych, skalistych stanowiskach rosną sukulenty – rozchodnik biały (Sedum album) i rozchodnik sześciorzędowy (S. sexangulare) oraz rojownik włochaty (Jovibarba hirta).
Kwarcytowe wzgórze przecinające tę część obszaru chronionego krajobrazu porasta niewysoka roślinność acydofilna. Występują niskopienne dęby, w podszycie których rośnie m.in. śmiałek pogięty (Avenella flexuosa), wrzos zwyczajny (Calluna vulgaris), janowiec włosisty (Genista pilosa) i miejscami borówka czarna (Vaccinium myrtillus). W bardziej nasłonecznionych miejscach występuje jesieniec piaskowy (Jasione montana), smółka pospolita (Steris viscaria), poziewnik polny (Dalanum ladanum) oraz niezwykle rzadka ożanka nierównoząbkowa (Teucrium scorodonia), natomiast w szczelinach skalnych – paprotka zwyczajna (Polypodium vulgare).

## Fauna

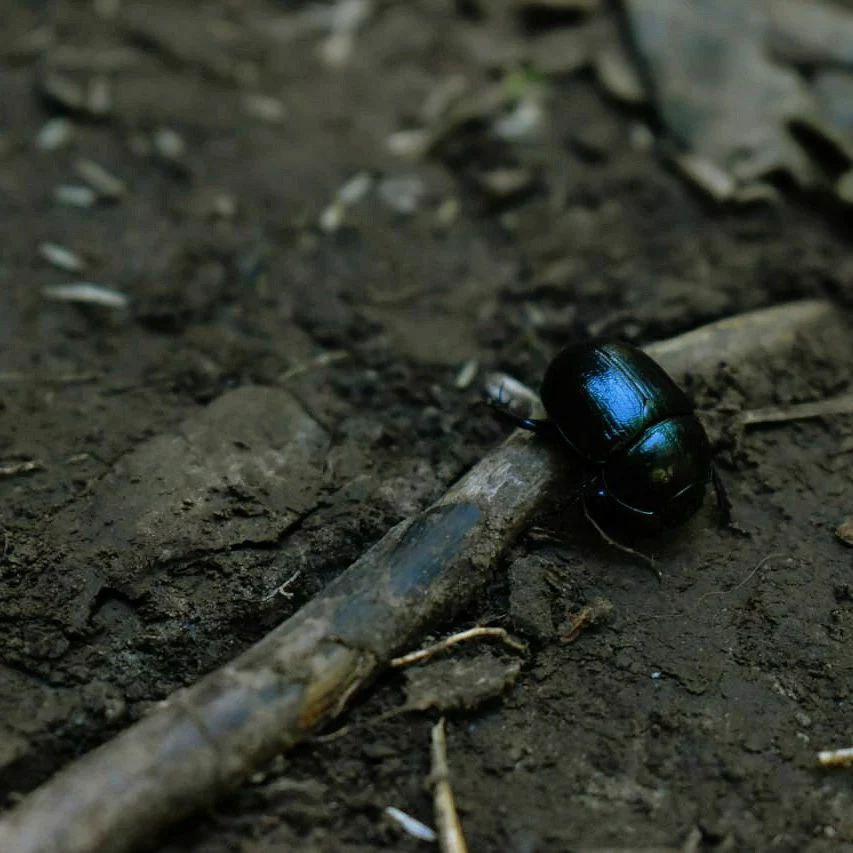
Żuk leśny (Anoplotrupes stercorosus) na górze Zobor (2024)

Na terenie obszaru chronionego krajobrazu Ponitrie wykazano występowanie ponad 7,5 tys. gatunków zwierząt, z których większość należy do bezkręgowców.
Do mięczaków żyjących na terenie CHKO należy m.in. pomrów błękitny (Bielzia coerulans). Spośród owadów liczna jest koleopterofauna reprezentowana m.in. przez biegacza wręgatego (Carabus cancellatus), zgniotka cynobrowego (Cucujus cinnaberinus), jelonka rogacza (Lucanus cervus), kozioroga dębosza (Cerambyx cerdo) i nadobnicę alpejską (Rosalia alpina). Licznie występują też motyle, m.in. niepylak mnemozyna (Parnassius mnemosyne), paź żeglarz (Iphiclides podalirius), paź królowej (Papilio machaon), zygzakowiec kokornakowiec (Zerynthia polyxena) oraz największy motyl Europy – pawica gruszówka (Saturnia pyri). W rejonie Zobora żyje również modliszka zwyczajna (Mantis religiosa) i niezdarka dziewica (Saga pedo). Pająki reprezentują m.in. tygrzyk paskowany (Argiope bruennichi) oraz występujący na terenach nasłonecznonych poskocz krasny (Eresus kollari). W strumieniach żyje natomiast rak szlachetny (Astacus astacus).
Do ryb występujących na terenie CHKO Ponitrie należą m.in. Salmo trutta, głowacz białopłetwy (Cottus gobio), kiełb (Gobio gobio) oraz strzebla potokowa (Phoxinus phoxinus). Płazy reprezentują ropucha szara (Bufo bufo), żaba trawna (Rana temporaria), rzekotka drzewna (Hyla arborea) i kumak górski (Bombina variegata). W obu pasmach górskich stosunkowo licznie występuje wąż Eskulapa (Zamenis longissimus) i murówka zwyczajna (Podarcis muralis), rzadsza jest żmija zygzakowata (Vipera berus) i jaszczurka zielona (Lacerta viridis), zaś na szczycie Ptacznik występuje jaszczurka żyworodna (Zootoca vivipara).
Bardzo bogata i dobrze zbadana jest awifauna tego obszaru chronionego. Gniazdują tu typowe gatunki leśne, zarówno nizinne, jak i górskie, takie jak m.in. orzechówka (Nucifraga caryocatactes), drozd obrożny (Turdus torquatus) i dzięcioł trójpalczasty (Picoides tridactylus). Spośród ptaków drapieżnych występują tu rzadki orzeł cesarski (Aquila heliaca), orlik krzykliwy (Clanga pomarina), sokół wędrowy (Falco peregrinus) i trzmielojad (Pernis apivorus). Do ptaków żyjących na terenie CHKO Ponitrie należą też bocian czarny (Ciconia nigra), puchacz (Bubo bubo), lelek (Caprimulgus europaeus), turkawka (Streptopelia turtur), muchołówka szara (Muscicapa striata), muchołówka mała (Ficedula parva) i muchołówka białoszyja (F. albicollis), jarzębatka (Curruca nisoria), pleszka (Phoenicurus phoenicurus), krętogłów (Jynx torquilla), dzięcioł średni (Dendrocoptes medius) i przepiórka (Coturnix coturnix).
Ssaki reprezentowane są m.in. przez duże ssaki drapieżne, takie jak niedźwiedź brunatny (Ursus arctos), ryś (Lynx lynx), wilk (Canis lupus) czy żbik (Felis silvestris). Występują tu również liczne gatunki nietoperzy oraz dziki (Sus scrofa), jelenie (Cervus elaphus) i sarny (Capreolus capreolus), a także sprowadzone na Słowację w 1867 roku muflony (Ovis aries musimon).